# Goéland à bec cerclé
Larus delawarensis
Espèce
Statut de conservation UICN

 LC  : Préoccupation mineure
Le goéland à bec cerclé (Larus delawarensis) est un goéland néarctique de taille moyenne.

## Description
Les adultes mesurent de 46 cm à 51 cm de long et ont une envergure de 124 cm. Ils possèdent une tête, un cou et un dessous blancs ainsi qu'un bec jaune relativement petit orné d’un anneau noir. Le dos et les ailes sont gris-argent, les pattes et les yeux sont jaunes. Comme chez de nombreux laridae, le plumage des jeunes oiseaux est différent de celui des adultes. Son apparence change à chaque mue automnale et le plumage adulte n'est acquis que lors de la troisième année.

## Reproduction
Les habitats de reproduction du Goéland à bec cerclé sont constitués par les berges des lacs, des rivières ou les côtes au Canada et dans le nord des États-Unis. Ces oiseaux nichent dans des colonies, souvent sur des îles. Le nid est sur le sol près de l'eau. Cet oiseau a tendance à être fidèle à son nid, si ce n'est à son partenaire, d'année en année. Il habite aussi les dépotoirs.

## Mouvements
Ce sont des oiseaux migrateurs et la plupart se déplacent au sud vers le golfe du Mexique, les côtes atlantiques et pacifiques de l'Amérique du Nord mais aussi vers les Grands Lacs.
Le goéland à bec cerclé se déplace de plus en plus fréquemment vers l'ouest de l'Europe : Irlande, Grande-Bretagne et France où il n'est plus classé comme une rareté, de nombreux oiseaux hivernant dans ces pays.

## Galerie

à Red Hook
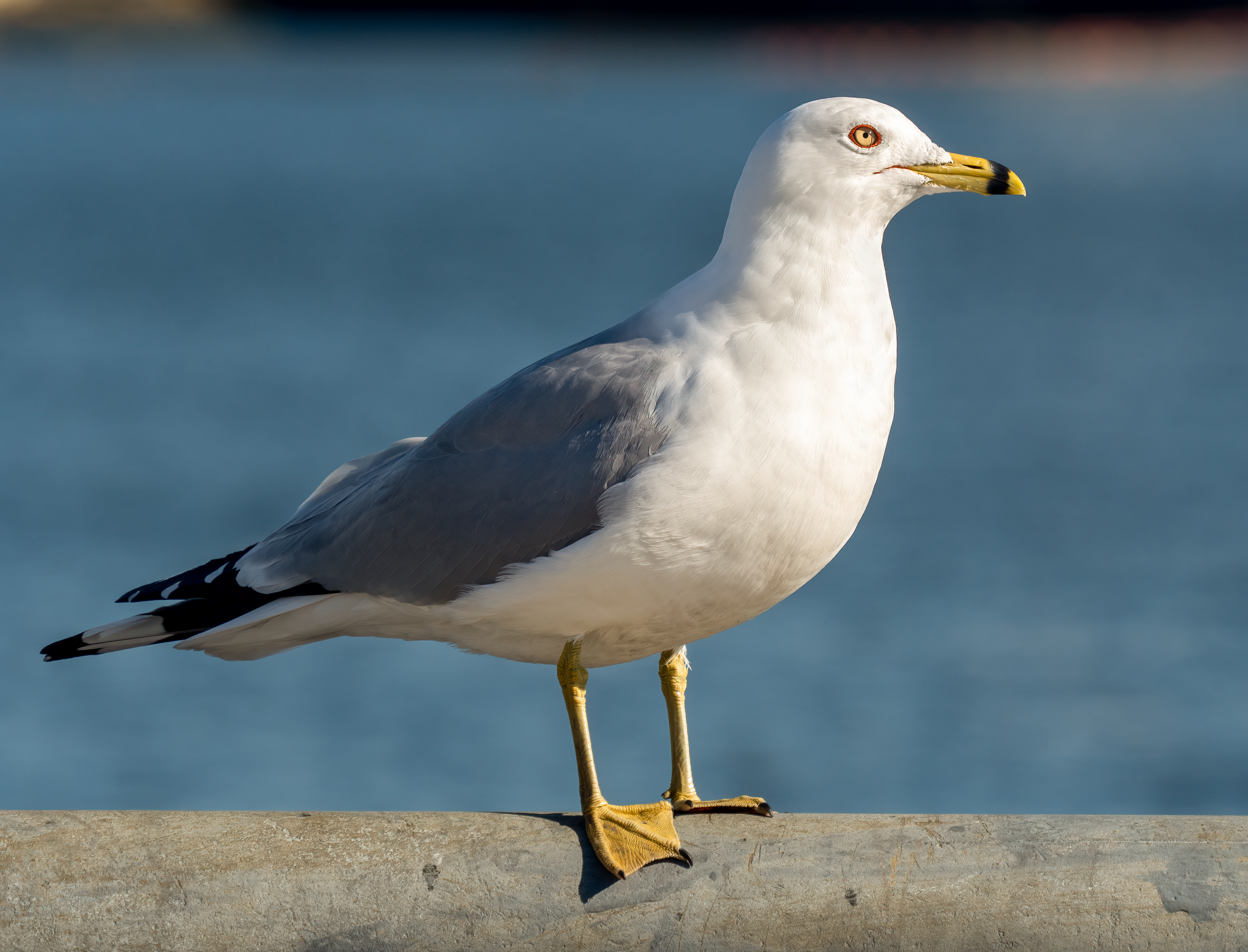
Un goéland à bec cerclé à Red Hook, un quartier à New York. Février 2021.
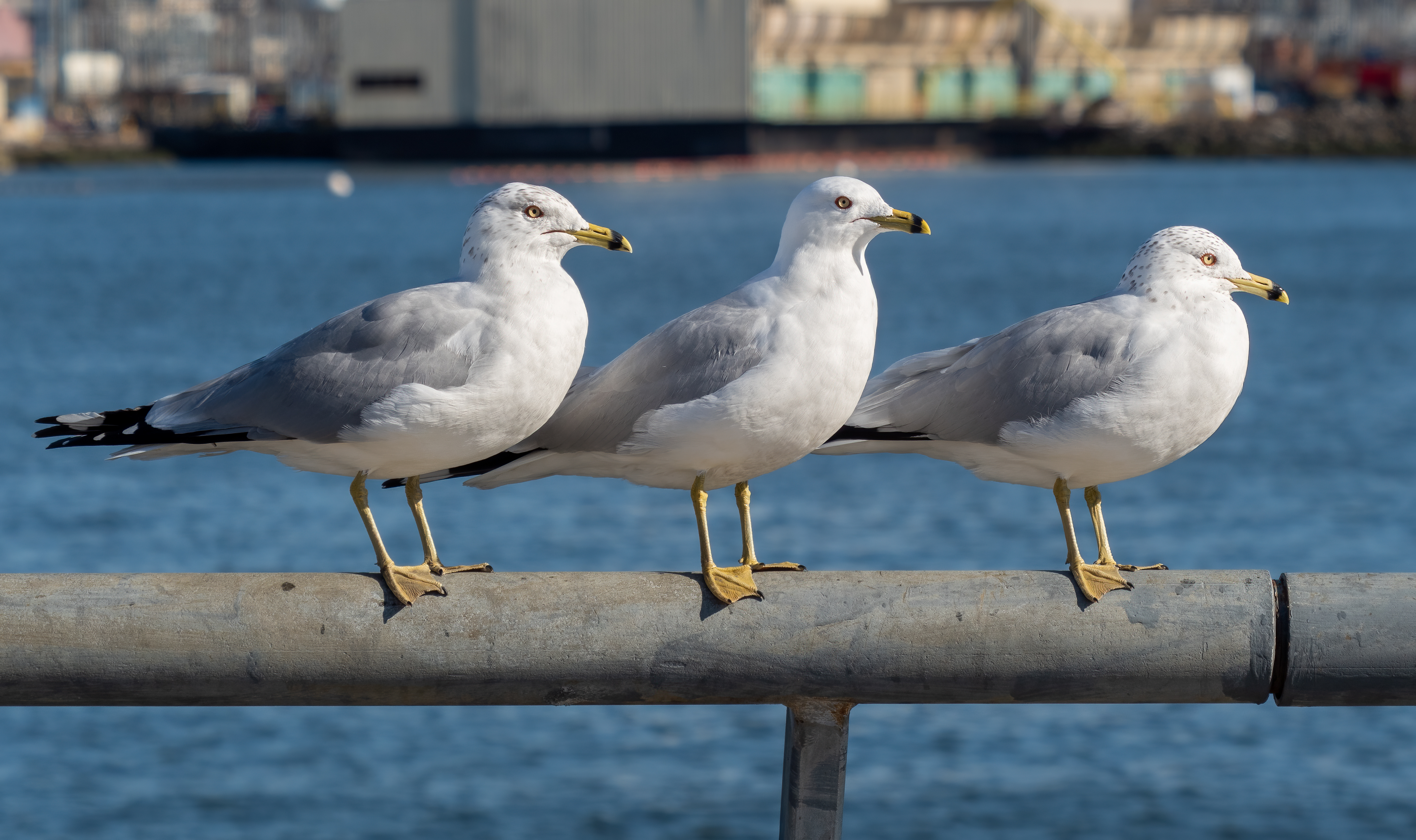
Trois goélands à bec cerclé, toujours à Red Hook. Février 2021.
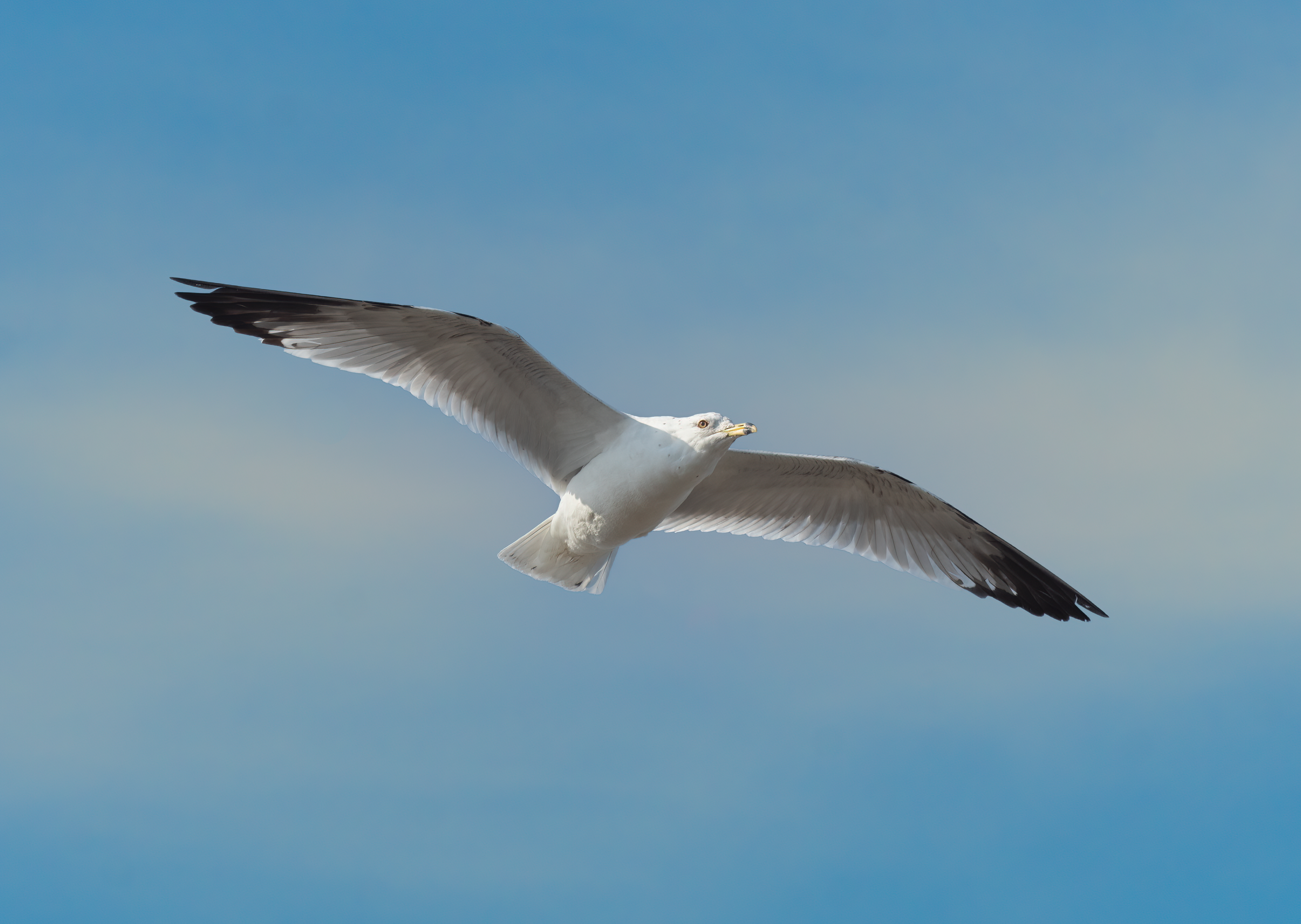
Goéland à bec cerclé en vol au dessus de Red Hook. Mars 2022.

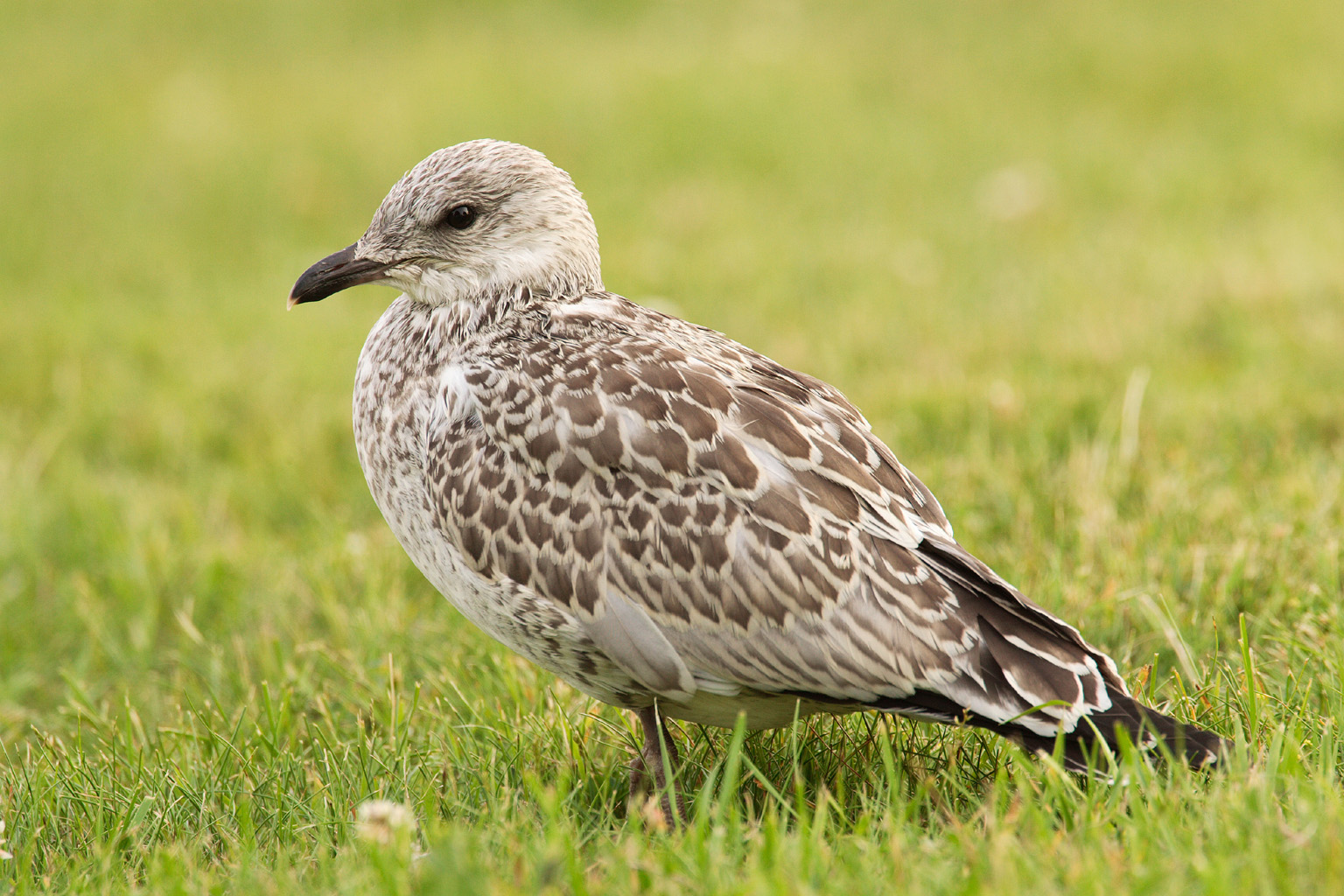
Goéland à bec cerclé de première année
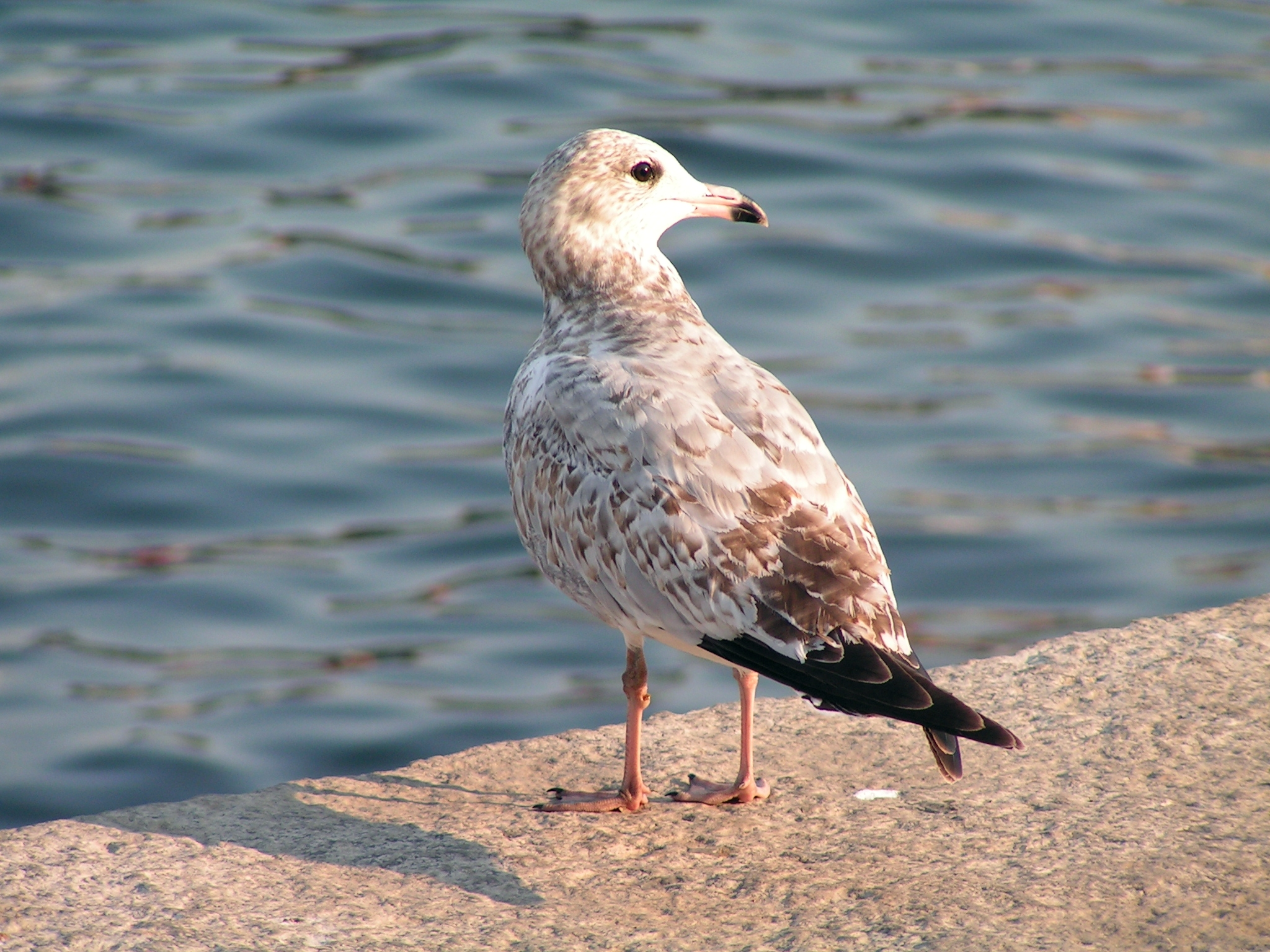
Jeune goéland à bec cerclé
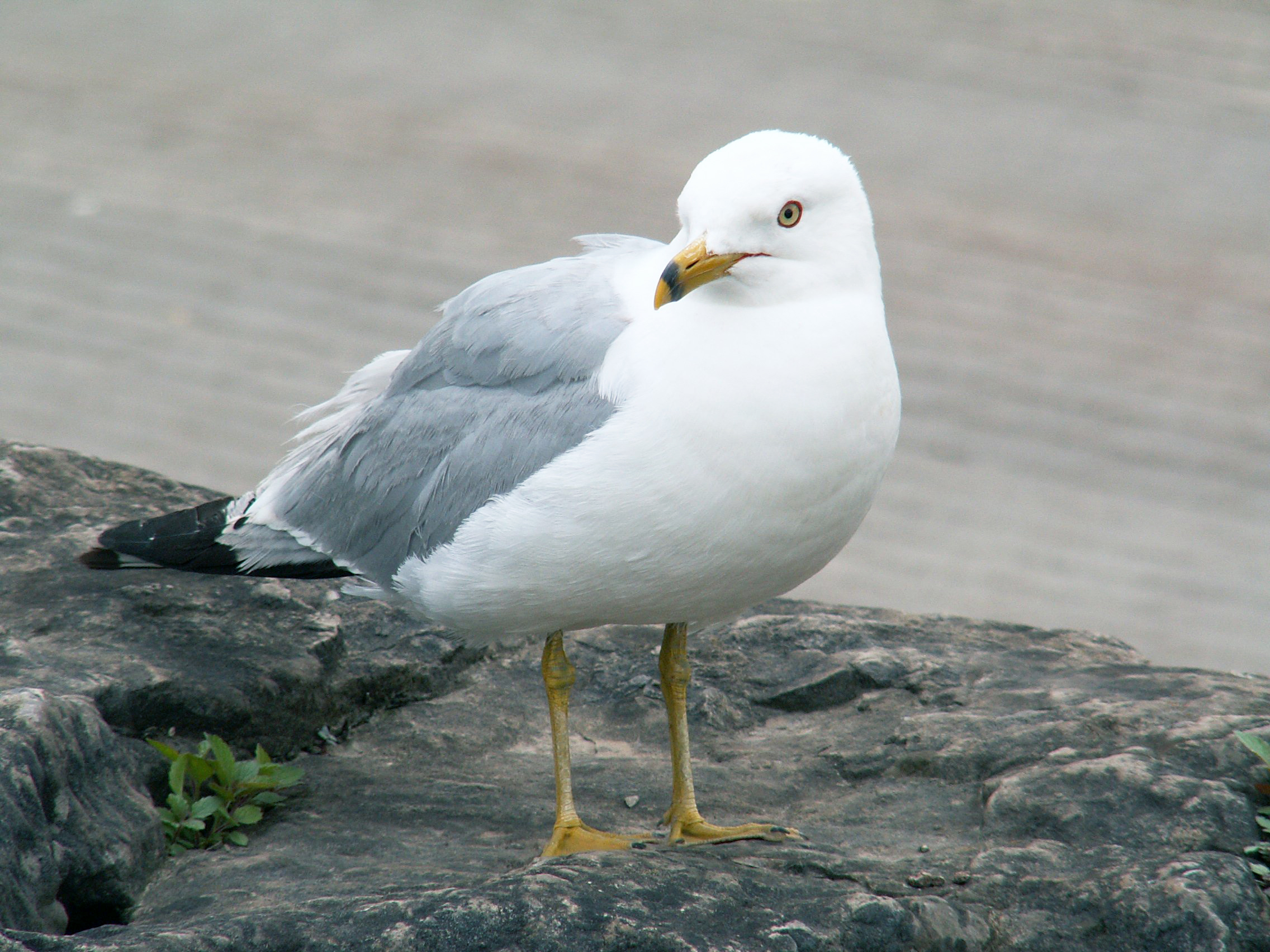
Goéland à bec cerclé adulte
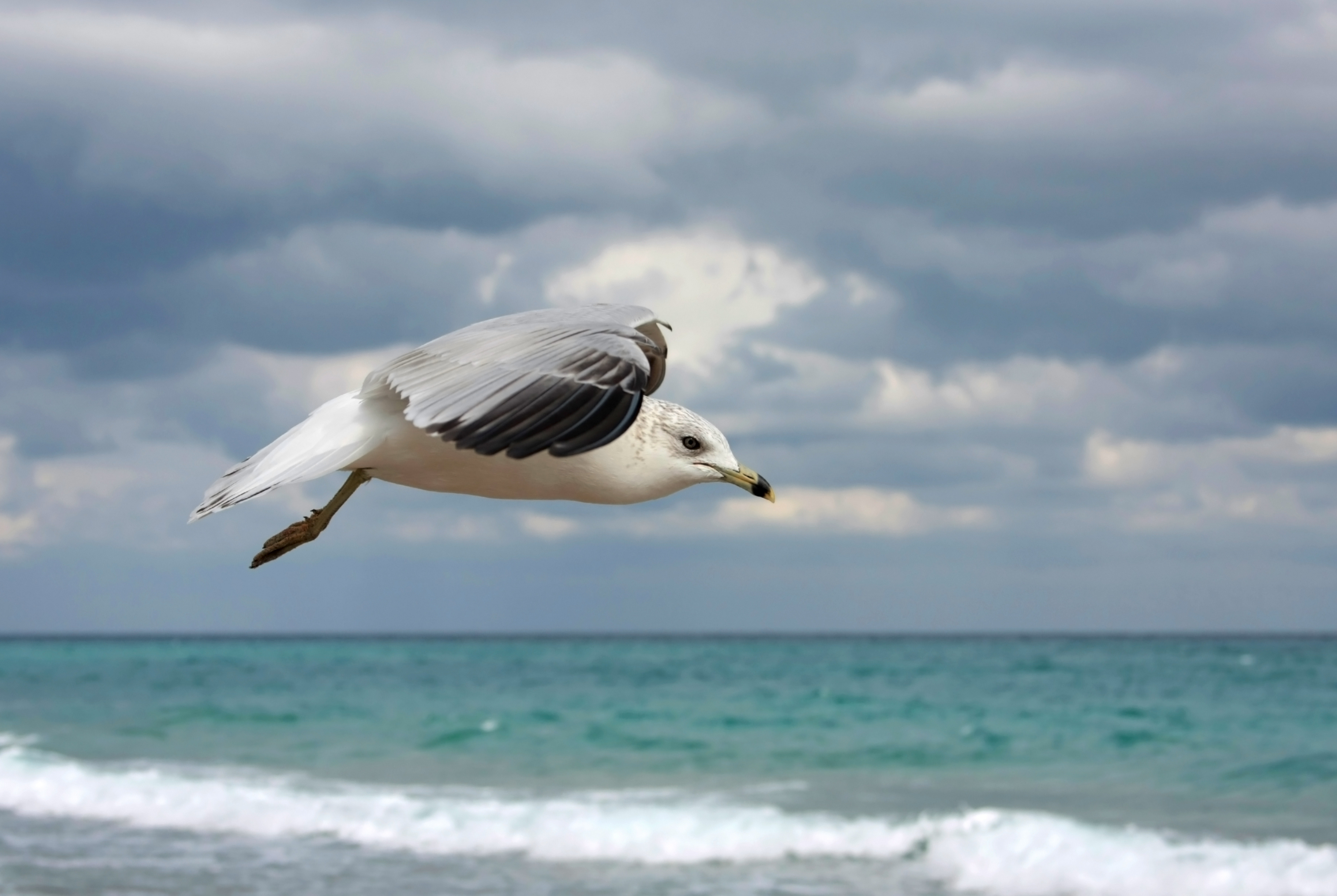
Adulte en vol stationnaire, face au vent.
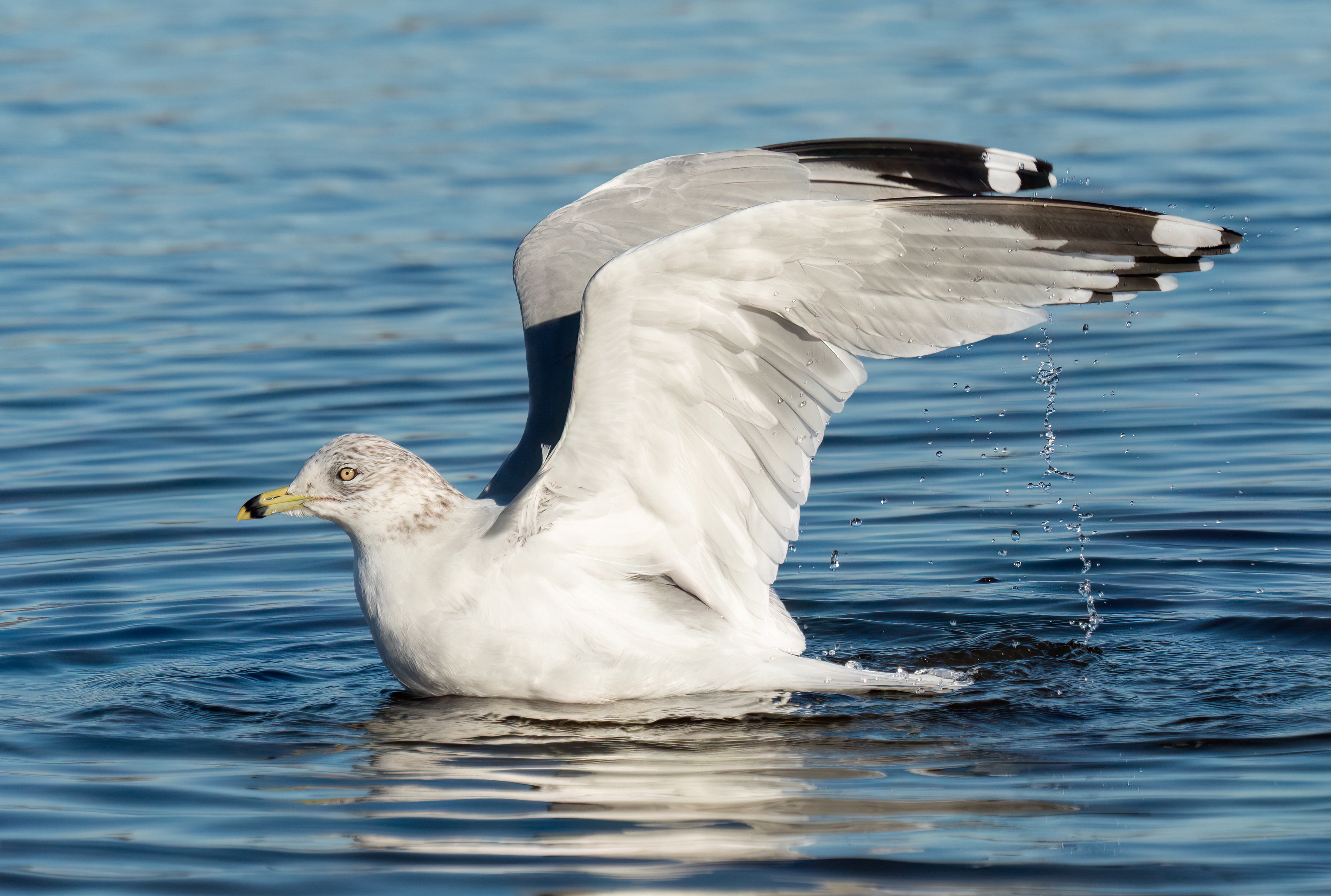
Goéland à bec cerclé au Marine Park (Brooklyn park) (en) à New York. Février 2023.